# Oreocereus

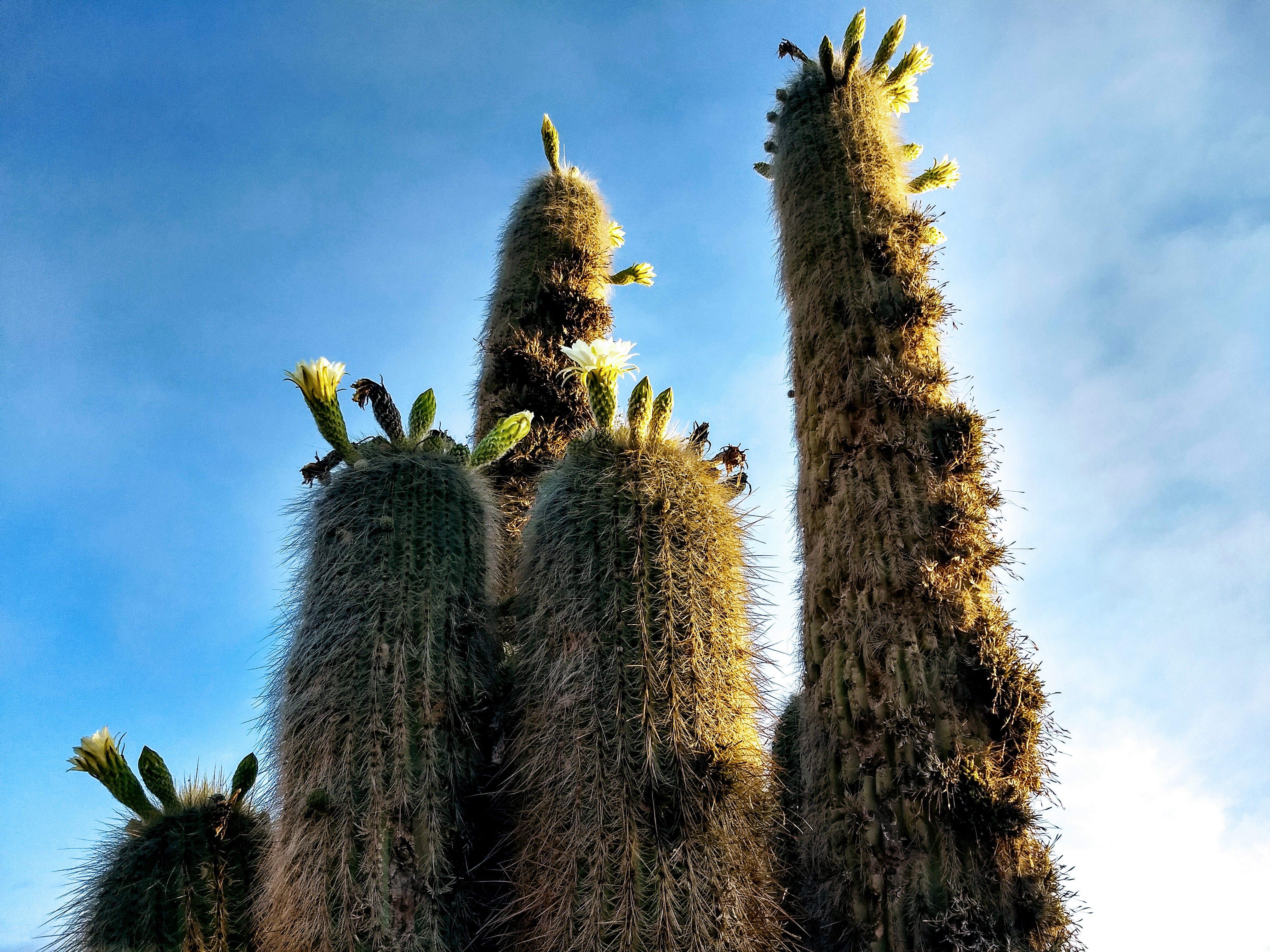
Ejemplar fotografiado en Humahuaca, Jujuy.

Oreocereus es un género de cactus perteneciente a la familia Cactaceae, conocidos solamente en grandes altitudes de los Andes. Comprende 42 especies descritas y de estas, solo 11 aceptadas. Plantas columnares a menudo ramificadas desde la base y de hasta tres metros de altura. Las plantas cuentan con espinas fuertes y cerdas lanudas blancas. Flores diurnas tubulares anaranjadas o rojas. Pueden soportar heladas cortas, siempre que estén completamente secon. Tardan varios años en florecer.

## Taxonomía
El género fue descrito por (A.Berger) Riccob. y publicado en Bollettino delle r. Orto Botanico e Giardino Coloniale di Palermo 8: 258. 1909. La especie tipo es: Oreocereus celsianus
Etimología
Oreocereus: nombre genérico que deriva del griego y significa "cacto de montaña". 

## Especies aceptadas

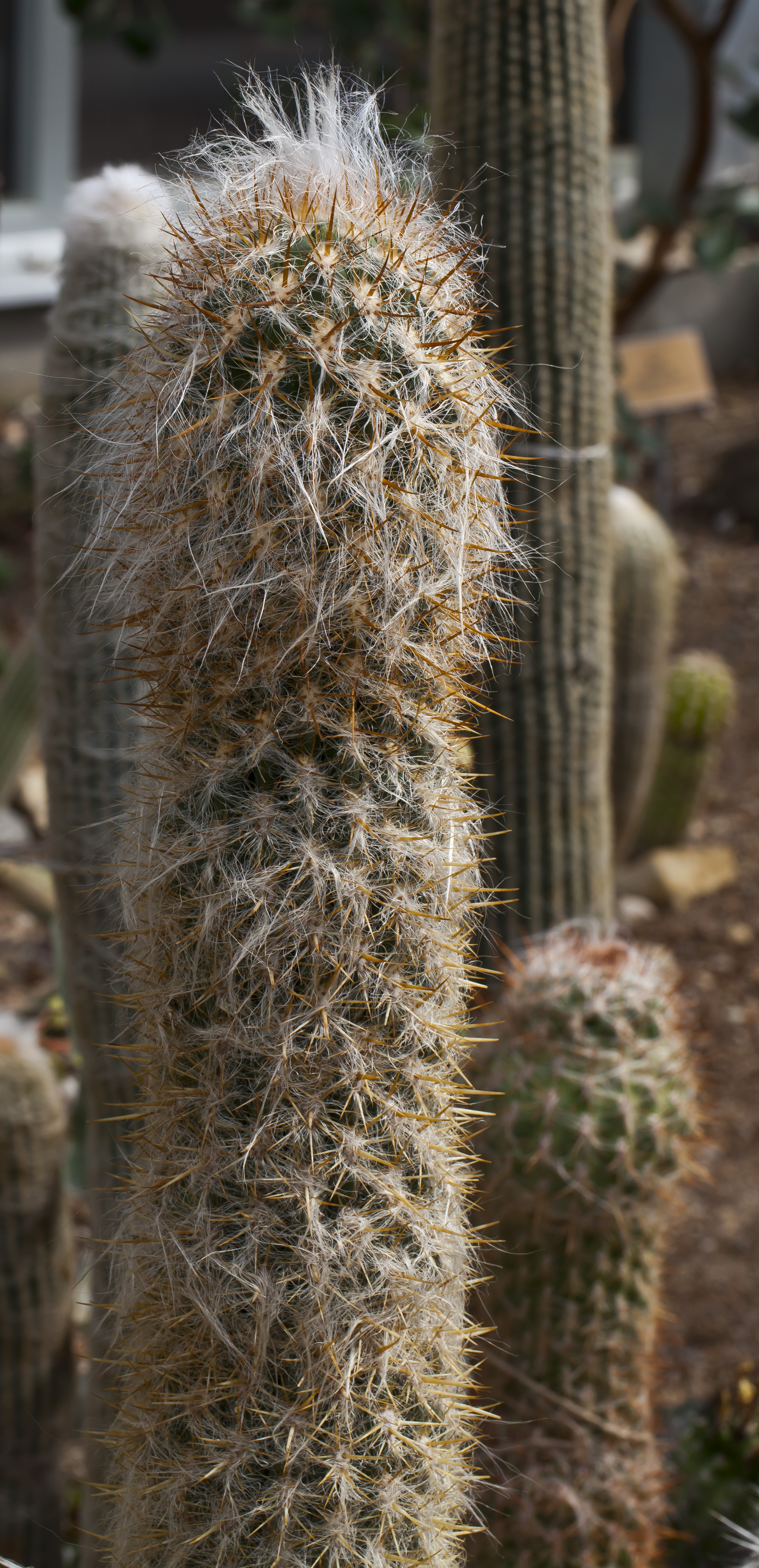
Ejemplar de Oreocereus pseudofossulatus.

A continuación se brinda un listado de las especies del género Oreocereus aceptadas hasta abril de 2015, ordenadas alfabéticamente. Para cada una se indica el nombre binomial seguido del autor, abreviado según las convenciones y usos.	
- Oreocereus celsianus
- Oreocereus doelzianus
- Oreocereus fossulatus (Labour.) Backeb.
- Oreocereus hempelianus
- Oreocereus hendriksenianus Backeb.
- Oreocereus leucotrichus
- Oreocereus pseudofossulatus
- Oreocereus ritteri
- Oreocereus tacnaensis
- Oreocereus trollii
- Oreocereus variicolor